# Lahakat Shiru
Lahakat Shiru, auch The Shiru Group war eine kurzlebige, speziell für den Eurovision Song Contest gegründete Popgruppe.

## Hintergrund
Sie bestand aus den Sängern Sarah’le Sharon, Varda Zamir, Rachel Haim, Julia Proiter, Guy Bracha und Benny Nadler.
Als Gewinner der israelischen Vorauswahl durften sie beim Eurovision Song Contest 1993 in Millstreet für ihr Land antreten. Dort erreichten sie mit ihrer Pophymne Shiru („Singt!“) jedoch nur den vorletzten Platz.